# کارولین پاول (سوارکار)
کارولین پاول (انگلیسی: Caroline Powell؛ زادهٔ ۱۴ مارس ۱۹۷۳) ورزشکار اهل نیوزیلند است.
وی در مسابقات کشوری و بین‌المللی در مجموع برندهٔ ۲ مدال برنز شده‌است.